# Mršinci
Mršinci (izvirno srbsko Мршинци) je naselje v Srbiji, ki upravno spada pod Občino Čačak; slednja pa je del Moraviškega upravnega okraja.

## Demografija
V naselju živi 1097 polnoletnih prebivalcev, pri čemer je njihova povprečna starost 42,0 let (41,2 pri moških in 42,8 pri ženskah). Naselje ima 445 gospodinjstev, pri čemer je povprečno število članov na gospodinjstvo 3,05.
To naselje je, glede na rezultate popisa iz leta 2002, večinoma srbsko.
|  |

| Demografija | Demografija     | Demografija     |
| Leto        | Št. prebivalcev | Št. prebivalcev |
| ----------- | --------------- | --------------- |
|             |                 |                 |
|             |                 |                 |
|             |                 |                 |
|             |                 |                 |
| 1948        | 1034            |                 |
| 1953        | 1085            |                 |
| 1961        | 1229            |                 |
| 1971        | 1347            |                 |
| 1981        | 1392            |                 |
| 1991        | 1342            | 1330            |
| 2002        | 1387            | 1359            |
|             |                 |                 |

| Etnična sestava po popisu iz leta 2002 | Etnična sestava po popisu iz leta 2002 | Etnična sestava po popisu iz leta 2002 | Etnična sestava po popisu iz leta 2002 | Etnična sestava po popisu iz leta 2002 |
| -------------------------------------- | -------------------------------------- | -------------------------------------- | -------------------------------------- | -------------------------------------- |
| Srbi                                   | Srbi                                   |                                        | 1.325                                  | 97,49%                                 |
| Hrvati                                 | Hrvati                                 |                                        | 3                                      | 0,22%                                  |
| Črnogorci                              | Črnogorci                              |                                        | 2                                      | 0,14%                                  |
| Makedonci                              | Makedonci                              |                                        | 1                                      | 0,07%                                  |
| Jugoslovani                            | Jugoslovani                            |                                        | 1                                      | 0,07%                                  |
| Neznano                                | Neznano                                |                                        | 25                                     | 1,83%                                  |